# Tapageuse (1916)
La Tapageuse est une canonnière de lutte anti-sous-marine de la Marine nationale française, l’un des 23 navires de classe Ardent construits. Le navire a été construit aux Chantiers et Ateliers de Provence à Port-de-Bouc, lancé en 1916 et commissionné dans la Marine nationale la même année. Il a servi durant la Première Guerre mondiale, l’entre-deux-guerres et la Seconde Guerre mondiale. En novembre 1942, la Tapageuse fait partie des Forces navales françaises libres. Le navire a été ferraillé en 1944.

## Conception
Les canonnières de classe Ardent ont été commandées dans le cadre du programme d’expansion de la flotte française de 1916 et 1917,. En 1916, l’état-major de la marine française commanda 23 canonnières anti-sous-marines (ASM), de 266 tonnes, à machines à vapeur à triple expansion, qui furent nommés « classe Ardent ». Les navires étaient fondamentalement identiques aux canonnières de classe Friponne. Ils s’en distinguaient principalement par le type de propulsion : les canonnières de classe Friponne utilisaient des moteurs Diesel, mais les navires de type Ardent étaient équipés de machines à vapeur, dans de nombreux cas récupérées sur de vieux torpilleurs mis hors service,. Ils différaient donc sensiblement les uns des autres en ce qui concerne la puissance et la vitesse. Ils avaient tous des étraves en forme d’arc, mais ils différaient par la forme des superstructures et leur équipement.
La Tapageuse était conçue pour la lutte anti-sous-marine,. Sa coque avait une longueur hors tout de 60,2 mètres, une largeur de 7,2 mètres et un tirant d'eau de 2,9 mètres,,,,. Son déplacement était de 310 tonnes à charge normale et de 410 tonnes à pleine charge,.
Le navire était propulsé par une machine à vapeur alternative à triple expansion, provenant du torpilleur n°236 (T236),, d’une puissance de 2500 ch,,, entraînant une hélice,,. La vapeur était fournie par deux chaudières à charbon système du Temple ou Normand,,. La vitesse maximale du navire était de 17 nœuds,,,,. Le navire transportait 85 tonnes de combustible, ce qui lui permettait d’atteindre une autonomie de 2000 milles marins à une vitesse de 10 nœuds,.
L’armement de la canonnière se composait de deux canons de 100 mm modèle 1897,,, de deux mitrailleuses antiaériennes de 13,2 mm et de deux rampes pour larguer des grenades anti-sous-marines,,,.
L’équipage du navire était composé de 55 officiers, officiers mariniers et matelots,,,,.

## Historique
La Tapageuse a été construite au chantier naval des Chantiers et Ateliers de Provence à Port-de-Bouc,,,. Sa construction a commencé en 1916, et avant la fin de l’année 1916 le navire a été lancé, le 30 septembre 1916,,, et mis en service le 25 octobre 1916,,.

### Première Guerre mondiale
Durant la guerre, la canonnière a servi en mer Méditerranée. De 1917 à 1918, elle opère dans la mer Égée où elle est affectée à la 9e Division de patrouille,,. Au plan administratif, la Tapageuse fut considérée comme bâtiment armé en guerre pour les périodes du 14 octobre 1916 au 16 décembre 1918 et du 21 mars au 24 octobre 1919, date de cessation des hostilités (Circulaire du 25 avril 1922 établissant la Liste des bâtiments et formations ayant acquis, du 3 août 1914 au 24 octobre 1919, le bénéfice du double en sus de la durée du service effectif (Loi du 16 avril 1920, articles 10, 12, 13.), §. A. Bâtiments de guerre et de commerce. ; Bulletin officiel de la Marine 1922, n°14, pp. 720 et 767).

### Entre-deux-guerres
Tous les navires de classe Ardent ont survécu à la guerre. La majorité sont convertis dans les années 1920 en dragueurs de mines, avec l’ajout d’un équipement mécanique de dragage. Le navire a été ainsi converti entre 1918 et 1920,. Il remplit cette fonction dans l’entre-deux-guerres.
La Tapageuse participe à la campagne de Syrie-Cilicie pour les périodes du 6 octobre au 2 décembre 1919, puis du 6 juin au 28 novembre 1920 (Instruction du 28 novembre 1922 relative à l’application à la Marine de la Loi instituant la médaille commémorative de Syrie-Cilicie : Bulletin officiel de la Marine 1922, n°35, pp. 695 et 702).
Entre 1921 et 1927, la Tapageuse est affectée à l'Escadrille de dragage à Toulon. En 1924, elle est reclassée comme aviso de 2e classe, mais redevient canonnière en 1925,.
Elle participe aux opérations de guerre au Maroc (guerre du Rif) pour les périodes du 5 et 16 septembre 1925 ; du 21 au 25 septembre 1925 ; et du 5 au 8 octobre 1925. Cela autorise son équipage à porter la Médaille coloniale avec agrafe spéciale en vermeil « Maroc 1925 » accordée par le décret du 14 avril 1926 (JO du 15 avr. 1926, p. 4515), cf. Instruction du 14 avril 1926, JO du 16 avril, p. 4565. – Listes indiquant les dates des séjours donnant lieu au port de la médaille : JO du 11 juillet 1926, p. 7690, et JO du 20 août 1926, p. 9500).
La Tapageuse est à nouveau classée comme aviso de 2e classe en 1928 et affectée à la 3e Escadrille d'avisos à Toulon,.

### Seconde Guerre mondiale
22 des canonnières de classe Ardent furent rayées des listes en 1938. En septembre 1939, seules quatre étaient encore en service, reclassées comme avisos de 2e classe et rééquipées en dragueurs de mines : La Dédaigneuse, la Tapageuse, l'Audacieuse et l'Étourdi,,.
Toute la carrière de la Tapageuse durant la Seconde Guerre mondiale s’effectue en mer Méditerranée, comme pendant la Première Guerre. En 1940, elle est basée en Tunisie et affectée à la défense du littoral. Elle mène de nombreuses missions : mouillage et dragage de mines, patrouilles de surveillance et escorte,. Ainsi, le 25 juin 1940, elle participe au mouillage d’un champ de mines devant le port de Sfax. Le 1er novembre 1941, elle escorte un convoi au départ d’Oran à destination de Casablanca. De mars à mai 1942, elle est en grand carénage à Alger. Le 8 novembre 1942, lors de l’opération Torch, elle est à Casablanca, mais elle ne participe aux combats qu’avec ses armes légères antiaériennes. Après la libération de l’Afrique française du Nord en novembre 1942, la Tapageuse fait partie de la marine française libre. En 1943 elle escorte encore quelques convois le long des côtes du Maroc, mais à l’arrivée de nouveaux escorteurs côtiers américains, elle est relevée de cette mission. Désarmée en 1943,, elle est condamnée à Casablanca en 1944, et ferraillée la même année,.

## Commandants
- Lieutenant de vaisseau Noël Martin Sagon : à compter du 18 septembre 1916[13]
- LV Jean Julien Pierre Lartigue, du port de Toulon : en 1918[13],[17]
- LV Henry Marie Ernest Thomas : en avril 1920, alors que le navire fait partie de l'escadrille de dragage de Syrie[13],[18]
- LV Pol Marie Fred Lahalle[19] : à compter du 1er janvier 1923 (Liste de destinations, JO du 5 janvier 1923, p. 169)[13]
- LV Pierre Ernest Christian Potel[20], du port de Rochefort : nommé par décret du 30 décembre 1924 (JO du 31 déc. 1924, p. 11537), prend son commandement le 12 janvier 1925 (Liste de destinations, JO du 8 janv. 1925, p. 381)[13]
- LV Jean François Octave Didelot, du port de Brest : nommé par décret du 4 février 1927 (JO du 5 février 1927, p. 1576)[13]
- LV Frédéric Pierre Cyr Bernard de Saint-Affrique[21] : nommé par décret du 22 octobre 1938 (JO du 24 octobre 1938, p. 12283)[13]